# Pełny siad

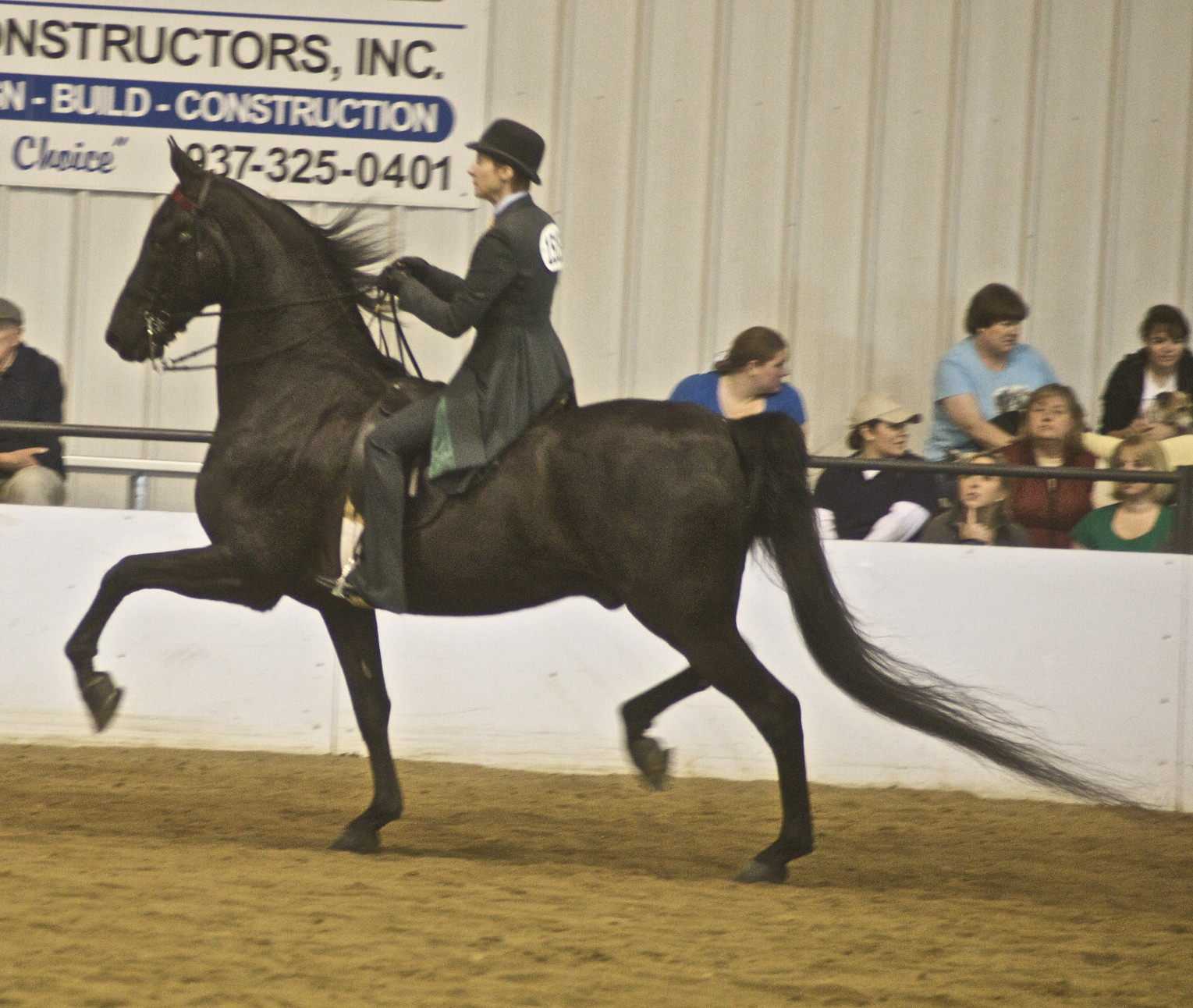
Jeździec odpowiednio ubrany demonsturujący klasyczny pełny siad (Saddle seat ang.)

Pełny siad – (ang. saddle seat) jest formą angielskiego dosiadu klasycznego, obok dosiadu myśliwskiego (ang. Hunt seat).
Jeździec siedzi w najgłębszym miejscu siodła na kościach siedzeniowych przy wyprostowanym, swobodnym i elastycznym tułowiu. Kolana powinny bez wysiłku przylegać do siodła w jednym miejscu; stopy rozluźnione i elastyczne w strzemionach dopasowanych indywidualnie.

## Dosiad ujeżdżeniowy

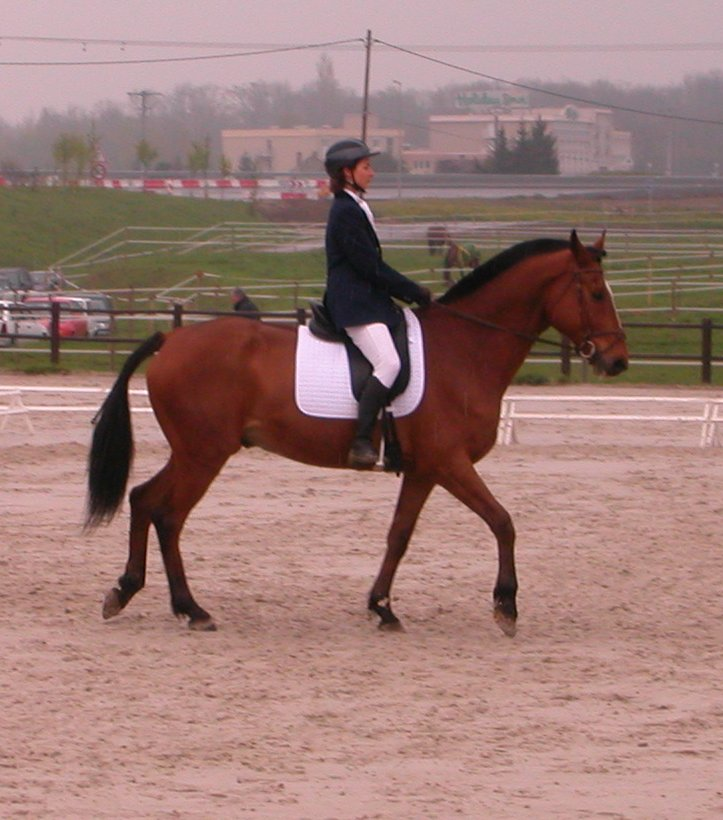
Prawidłowy dosiad ujeżdżeniowy w stępie

Pełny siad (w którym jeździec siedzi w siodle) zwany też podstawowym lub półwidłowym. Używany w podstawowym treningu jeźdźców oraz dyscyplinie dresażu (ujeżdżenia). Po opanowaniu go, możliwa jest nauka innych form dosiadu. Dosiad ten najbardziej spośród innych form obciąża grzbiet wierzchowca.

## Pełny siad

Pełny siad w galopie

Pełny siad – Aussitzen (niem.). Technika stosowana dla ułatwienia jazdy w szczególności w galopie. Dla zmniejszenia obciążenia jeździec balansuje w siodle ciałem dopasowując się do każdego ruchu konia bez wysiłku. Zawodnik ma trzy punkty podparcia (stopy i siedzenie) i siedzi zawsze dokładnie nad środkiem ciężkości konia. Efekt ruchów oscylujących powoduje sam ruch konia tam i z powrotem. Efekt takiego dosiadu można zwiększyć przez lekki nacisk na nogi.